# Milorad Dodik
Milorad Dodik in serbo cirillico, Милорад Додик, (Banja Luka, 12 marzo 1959) è un politico bosniaco di etnia serba, attualmente Presidente de facto della Repubblica Serba di Bosnia ed Erzegovina (detta anche Republika Srpska), nonostante sia stato dichiarato decaduto dalla Commissione elettorale centrale della Bosnia Erzegovina.
In precedenza era già stato presidente della Repubblica Serba dal 2010 al 2018, e membro della Presidenza della Bosnia Erzegovina dal 2018 al 2022.

## Biografia
Si è laureato presso la Facoltà di Scienze Politiche dell'Università di Belgrado. È sposato e padre di due figli.
È stato fondatore dell'Alleanza dei Socialdemocratici Indipendenti. È divenuto presidente onorario del club di pallacanestro del Partizan.
È stato Primo ministro della Republika Srpska dal 18 gennaio 1998 al 12 gennaio 2001 e dal 28 febbraio 2006 al 15 novembre 2010.
Il 15 novembre 2010 ha assunto l'incarico di Presidente della Republika Srpska, che ha mantenuto sino al 19 novembre 2018.
Durante la VII legislatura, decorrente dal 20 ottobre 2018 al 16 novembre 2022, è divenuto componente della Presidenza della Bosnia ed Erzegovina, assieme al bosgnacco Šefik Džaferović ed al croato Željko Komšić, assumendo il ruolo di presidente di turno dal 20 novembre 2020 al 20 luglio 2021.
A seguito della sua rielezione il 16 novembre 2022 si è insediato nuovamente come Presidente della Republika Srpska.
Dall'inizio del 2022, è accusato di aver creato una crisi istituzionale e politica nel paese: la sua linea politica è riportare la Repubblica Serba di Bosnia ed Erzegovina alla secessione.
Secondo gli Stati Uniti d'America, le sue determinazioni politiche violerebbero l'accordo di Dayton del 1995.
Il 9 gennaio 2023, durante la Giornata della Republika Srpska, da lui proclamata, nonostante sia stata ritenuta illegittima dalla Corte costituzionale della Bosnia ed Erzegovina poiché coincidente alla data in cui è iniziata la pulizia etnica di vaste aree della Bosnia durante la guerra degli anni 1992-1995, ha conferito la più alta onorificenza dell'entità territoriale al presidente russo Vladimir Putin per il suo interesse patriottico e l'amore per la Republika Srpska. Lo stesso giorno, in un discorso caratterizzato dai toni nazionalistici e identitari, ha ribadito di volere la secessione, auspicando l'unità del popolo serbo e, quindi l'unione tra la Republika Srpska e la Serbia.
I diplomatici dell'Unione europea e degli Stati Uniti d'America hanno condannato la consegna della massima onorificenza a Vladimir Putin, evidenziandone l'inopportunità alla luce dell'invasione dell'Ucraina e della riprovevole strategia bellica di distruzione delle infrastrutture civili. Al presidente russo è addebitata anche la responsabilità di voler destabilizzare la pace nei Balcani.